# Bagua Capital
Bagua (fundada com a San Pedro de Bagua Chico el 1561) és una ciutat peruana, capital del districte de Bagua, situat a la província homònima al departament d'Amazones. Anomenada oficialment Bagua Chica, el 1941 va adoptar el nom de Bagua alhora que essent creada la província de Bagua, elevada a rang de ciutat i capital de la mateixa. Bagua té un clima tropical (classificació "Af" de Köppen-Geiger).
A prop de Bagua, entre carretera Fernando Belaunde Terry i cap a Bagua, es troba una àrea de matollar en l'ecorregió del bosc sec del Marañón que és hàbitat de Patagioenas oenops i Synallaxis maranonica.